# Cleidogona mexicana
Cleidogona mexicana är en mångfotingart som först beskrevs av Jean-Henri Humbert och Henri Saussure 1869.  Cleidogona mexicana ingår i släktet Cleidogona och familjen Cleidogonidae. Inga underarter finns listade i Catalogue of Life.